# Dąbie (województwo śląskie)
Dąbie – wieś w Polsce położona w województwie śląskim, w powiecie będzińskim, w gminie Psary.
W latach 1975–1998 miejscowość administracyjnie należała do województwa katowickiego.

## Historia
Miejscowość ma metrykę średniowieczną i istnieje co najmniej od XV wieku. Odnotowana po raz pierwszy w 1438 w dokumencie zapisanym w języku łacińskim, gdzie wymieniony jest właściciel Mikołaj Dąbski (Nicolaus Dupski). Kolejna wzmianka pochodzi z 1443 gdzie miejscowość zanotowano jako Dambye .
Nazwę miejscowości w zlatynizowanej formie Dambye wymienia w latach (1470–1480) Jan Długosz w księdze Liber beneficiorum dioecesis Cracoviensis.
Początkowo wieś była własnością szlachecką. W latach 1438–1448 należała do sędziego ziemi siewierskiej Mikołaja Dąbskiego z Dąbia. Od 1443 wraz z kupnem przez biskupa krakowskiego księstwa siewierskiego wieś przeszła na rzecz biskupstwa krakowskiego i znajdowała się od tego momentu w województwie krakowskim w Koronie Królestwa Polskiego, a od unii lubelskiej z 1569 w Rzeczypospolitej Obojga Narodów .